# رنتيس
رَنْتِيس (بفتح أوله وسكون ثانيه وكسر ثالثه وياء وسين) هي قرية فلسطينية تقع في الضفة الغربية من أراض فلسطين المحتلة إلى الشمال الغربي من مدينة رام الله، في الشمال الشرقي من مدينة اللد المحتلة عام 1948. تبلغ مساحتها أكثر من 30 آلف دونمًا[مبهم]، وتمتد أراضيها إلى منطقة رأس العين المحتلة، وترتفع نحو 680 قدما عن سطح البحر وتتبع محافظة رام الله والبيرة. وقعت تحت الاحتلال الإسرائيلي في حرب 1967.
عرفت رنتيس في العهد الروماني باسم «أرماثا Armatha» وهي من أعمال مقاطعة «اللد ـ ديوسبوليس» ذكرها الإفرنج في مصادرهم بـ «Armathea» (أرماثِيَة)، ويقال أن سبب التسمية وأصله مرتبط بالملك رمسيس الأول.
تبلغ مساحة أراضي «رنتيس» نحو 30933 دونما منها 121 للطرق والوديان و487 دونماً من أملاك اليهود.
يبلغ عدد سكان القرية المقيمين فيها 3000 نسمة، ويعود هؤلاء السكان بأصلهم إلى قرية «مردا» بمحافظة نابلس، و«كوكب الهوا» من أعمال بيسان وبينهم بعض المصريين.
تأسست أول مدرسة في رنتيس عام 1306 هـ، في العهد العثماني، وأعيد فتحها في سنة 1920م، حيث بلغ عدد طلابها 125 طالباً يعلمهم ثلاثة معلمين، اثنان منهم على حساب أهل القرية، وكانت تحتوي على مكتبة تضم 311 كتاباً.
وبعد النكبة عام 1948 أصبحت هذه المدرسة اعدادية حيث ضمت في صفوفها الابتدائية والاعدادية 209 طلاب يعلمهم سبعة معلمين، وشيئا فشيئا من حيث المساحة وعدد الطلاب والمعلمين إلى أن أصبحت ثانوية أواخر التسعينيات، حيث يدرس فيها الآن أكثر من عشرين معلماً، أما مدرسة البنات فقد تأسست بداية السبعينيات وكانت ابتدائية، ثم أصبحت اعدادية بداية التسعينيات، إلى أن أصبحت ثانوية اليوم، حيث تضم مبنى مكون من ثلاثة طوابق، وتدرس فيها نحو عشرة معلمات، رغم أن ثلاث معلمات فقط تناوبن على التدريس فيها حتى أواخر الثمانينيات.
وتحتوي رنتيس على أساسات كنيسة ذات حنية وصهاريج وأرض مرصوفة بالفسيفساء ومدافن منقورة في الصخر، وبعض النقوش لآثار وصلبان، ما يدل على صدق الروايات بأن عائلتين مسيحيتين سكنتا القرية فترة من الزمن، قبل أن تغادراها عن طيب خاطر إلى مدينة رام الله، إلى أن نسبهم ظل مرتبطاً بالقرية ويعرفون في رام الله بـ«دار الرنتيسي».
ومن حوادث الأعداء مع رنتيس، هجومهم عليها بعد النكبة، وتحديداً في ليلة 28 ـ 29 كانون الثاني سنة 1953 مستعملين شتى أنواع الأسلحة من مدافع المورتر والبنادق الخارقة للدروع والرشاشات والقنابل اليدوية وغيرها، وتفيد المصادر والمراجع بأن المحتلين الصهاينة ارتدوا مكرهين تاركين وراءهم كميات كبيرة من الذخيرة والعتاد.
تقع في جوار رنتيس الخرب التالية:
1. خربة دير عربي: تقع جنوب رنتيس وتحتوي على بقايا دير وجدران متهدمة وعقد وبرك وعتبة باب عليا مزخرقة بالنقوش وصهاريج وأعمدة وأرضية معصرة وحوض.
2. خربة الدّوَّر: تقع في شمال القرية، وكان أهالي القرية يستحمون قديماً من مياهها، حيث عرفت فيما بعد بـ«بير الدّوّر».
3. خربة دير دقلة: تقع في الشمال من خربة الدّوّر، وتحتوي على أبنية متهدمة وعقود وجدران وبركة وصهاريج منقورة في الصخر وأرضيات مرصوفة بالفسيفساء، وإلى الغرب منها يوجد معصرة أرضها مرصوفة بالفسيفساء وأحواض ومدافن. ولعل «دقلة» وهي تحريف لكلمة «Deqle» الآرامية بمعنى «دجل» وهو سامي مشترك، ومن معانيه النظر والاشراف.
4. خربة مسمار: تقع في الجهة الشمالية الغربية ومن محتوياتها أنقاض دور، وإلى الجنوب منها أساسات حظائر وصهاريج منقورة في الصخر، ولهذه الخربة أراض مساحتها 3154 دونماً جميعها ملك للعرب، وهي تفصل بين قرية رنتيس وقرية دير بلوط المجاورة.
5. خربة دير عَلّا: تقع في الغرب من رنتيس، وتحتوي على انقاض مدينة وطريق رومانية ومعالم طرق، وصهاريج منقورة في الصخر وبركة ومدافن منقورة في الصخر.
6. خربة الديورة: تقع في شمال رنتيس وتحتوي على آثار انقاض وأسس وحجارة مبعثرة.
7. خربة براعيش: تقع في شمال رنتيس وفي جوار دير دقلة، وترتفع 279 متراً عن سطح البحر، وتحتوي على انقاض أبنية وكنيسة وقواعد أعمدة وأرض مرصوفة بالفسيفساء، وعتبة باب عليا منقوشة ومدافن وصهاريج منقورة في الصخر وأقنية ونقر في الصخر.

ولعل كلمة «براعيش» تحريف لـ «بيت رعشتا» السريانية بمعنى محل الخوف والرهبة.
من عائلات هذه البلدة - الشبح - خلف - بلوط -أبو سليم - الهوشيه - أبو رياحي_صلاح - وهدان
من اقدم عائلات هذه القرية هي دار عوده ذات الاصول المصرية
وقد ضحى الكثير من أبناء هذه القرية بدمائهم مجاهدين واستشهاديين، ويوجد عدد كبير من ابنائها داخل سجون الاحتلال الصهيوني من ابرزهم إسماعيل الشبح الذي اكمل دراسته داخل السجن والف كتاب (الفكر الأمني الاعتقالي).
ويشار إلى أن رنتيس هي القرية التي خرج منها علماء مشهورون أمثال: حنا القديس، عالم الكيمياء المشهور ويقيم الآن في أمريكا.